# Blaste

Schéma de la formation du sang.

Un blaste est une cellule indifférenciée : elle n'a pas encore atteint sa maturité cellulaire.
En hématologie, on parle de blaste pour désigner une cellule sanguine indifférenciée, qu'on retrouve dans les leucémies par exemple.